# Herrscher von Jambi

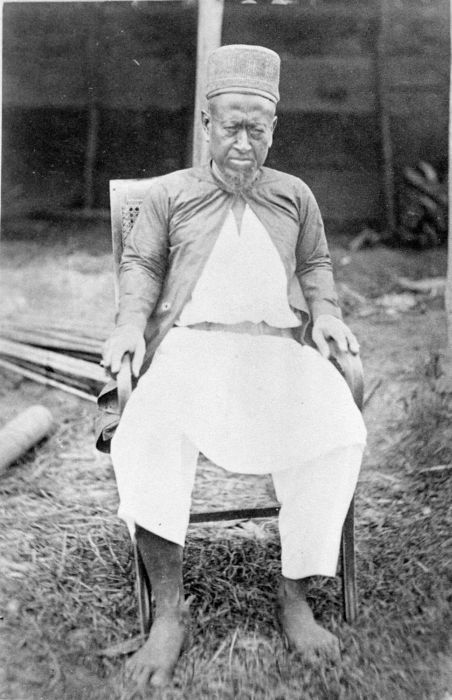
Sultan Achmad Nazaruddin (reg. 1858–81)

Diese Liste der Herrscher des Sultanats Jambi, das im südlichen Teil der Insel Sumatra als halb-unabhängiger Staat bis 1904 und bis zur Unabhängigkeit Indonesiens als Residentur, bestand, verzeichnet die jeweiligen Sultane und für die Kolonialzeit die niederländischen obersten Beamten.

## Sultane
Der mündlichen Überlieferung nach wurde das Sultanat 1460, bald nach der Flucht des letzten Herrschers von Majapahit, gegründet. Über die Herrscher vor 1800 ist wenig bekannt.
Die folgenden wurden von den Vertretern der vier noblen Familien (suku) gewählt. Sie stammen alle aus dem dominierenden Klan der Kraton. Es gab keine zwangsläufige Nachfolge eines Sohnes des Herrschers, obwohl dies zur Regel wurde. Der designierte Kronprinz (pangeran ratu) hatte oft schon Mitspracherechte. Ihr Herrschaftsanspruch hatte religiösen Ursprung und stützte sich darauf in dem bevölkerungsarmen Gebiet Menschen und Gelder (meist Zölle) zu beschaffen. Die einzelnen Bezirke wurde von Adligen verwaltet. Erst auf Verlangen der Kolonialherren nahmen die Fürsten seit Ahmad Nazar ud-Din ihren dauernden Wohnsitz im Hauptort Jambi.
1. Generation
a) ?1790 bis ?1811: Masud Badr ud-Din bin Ahmad;
b) um 1811 bis 1821 oder 1829: Mahmud Mohildin bin Ahmad (1820 kurzzeitig gestürzt)
2. Generation
a) Fachar ud-Din, 1821 oder 1829, offiziell gewählt 1833, bis † Jan. 1841, vergleichsweise machtlos,
b) Abdulrahman Nazar ud-Din, 1841 bis † 18. Aug. 1855, Bruder von a,
c) Ahmad Nazar ud-Din, 1858–81
3. Generation
a) Taha Saif ud-Din, Sohn Fachar ud-Din, *?1833, gewählt Okt. 1855, ca. 20-jährig. Durch holländische Militärintervention 1858 gestürzt, im Hintergrund weiter einflussreich. 18 Kinder bis 1901. Im April 1904 als Aufständischer erschossen.
b) Mohildin, Sohn von Abdulrahman; Kronprinz 1855–81, reg. 1882-5
c) Zain ud-Din (= Cakra Negara, Bruder von Taha, Kronprinz 1881–85, reg. Sep. 1886 bis Juni 1899 holländischerseits zum Rücktritt gezwungen, † Mai 1903)
Anom Kesumo Judo, jüngerer Sohn Tahas war 1888–1907 Kronprinz.
De facto amtierte nach 1899 Taha, der sich versteckt hielt. Als Regent fungierte 1901 Ario Jaya Kesuma, Sohn von Ahmad Nazar ud-Din. Die Dynastie kam effektiv 1904 mit der Unterwerfung Marta Ringats durch Übergabe der Insignien an den Residenten O. L. Helfrich am 26. März 1904 zu einem Ende, auch wenn die letzten Aufständischen erst 1907 besiegt wurden.

## Kolonialherren
Die Kolonialbeamten unterstanden dem Generalgouverneur von Niederländisch-Indien, der seinen Amtssitz in Buitenzorg (heute: Bogor) auf Java hatte. Die Daten bezeichnen den Amtsantritt.

### Politische Agenten
- 1860: J. G. G. H. Strengaerts
- 1861: K. F. Schultze
- 1865: R. T. van Rhijn
- 24. Dez. 1865: L. W. A. Kessler
- 27. Mai 1868: L. de Paauw
- 30. Jan. 1871: E. D. C. Middelaer
- 21. Apr. 1873: J. H. van der Schalk
- 30. Sep. 1874: F. H. Broderwijk
- 28. Jan. 1875: C. A. Niesen
- 1881: J. W. Palm
- 4. Aug. 1885: C. A. Niesen (kommissarisch)
- 8. März 1887: A. G. Valette
- 1891: H. J. A. Raedt van Oldenbarnevelt
- 1895: R. L. A. Hellwig
- 1899: L. Knappert
- 1901: H. J. A. Raedt van Oldenbarnevelt

im selben Jahr wurde der Posten abgeschafft.

### Resident
Von 1823 bis 1906 wurde das Amt des Residenten vom jeweiligen Amtsinhaber in Palembang mitverwaltet.
- 2. Juli 1906: O. L. Helfrich
- 2. Dez. 1908: A. J. N. Engelenburg
- 15. Juli 1910: T. A. L. Heyting
- 24. Sep. 1913: A. L. Kamerling
- 3. Dez. 1915: H. C. E. Quast
- 3. Feb. 1918: H. L. C. Petri
- 7. März 1923: C. Poortman
- 1. Apr. 1925: G. J. van Dongen
- 8. Nov. 1928: J. R. F. Verschnoor van Nisse
- 2. Nov. 1931: W. Steinbuch
- 10. Juni 1933: P. J. van der Meulen
- 26. Sep. 1936: M. J. Ruychaver
- 31. März 1940: J. Reuvers

- März 1942: japanische Militärverwaltung
- als Ziviladministrator Ende 1945 bis 1949: Raden Inoue Kertopati, ein damals etwa 60-jähriger Sohn von Sultan Taha.